# Republika Sassari
Republika Sassari, resp. Svobodná obec Sassari (sardinsky Lìberu Comunu de Tàtari), byla středověká republika a městský stát na Sardinii ve 13. a 14. století. Od svého vzniku v roce 1259 byla obec nezávislým městským státem, načež krátce v letech 1275–1293 byla podřízena Pisánské republice, poté nabyla znovu nezávislosti, byť se nyní ocitala ve sféře vlivu Janovské republiky. V čele republiky stál jako nejvyšší představitel podestà (česky purkmistr). Republika Sassari je známa tím, že sepsala vlastní dodnes zachovalý latinsky psaný zákoník zvaný Statuti Sassaresi. Zanikla 13. července 1323, kdy se dobrovolně vzdala své nezávislosti a souhlasila s připojením k Sardinskému království náležícímu Aragonské koruně.

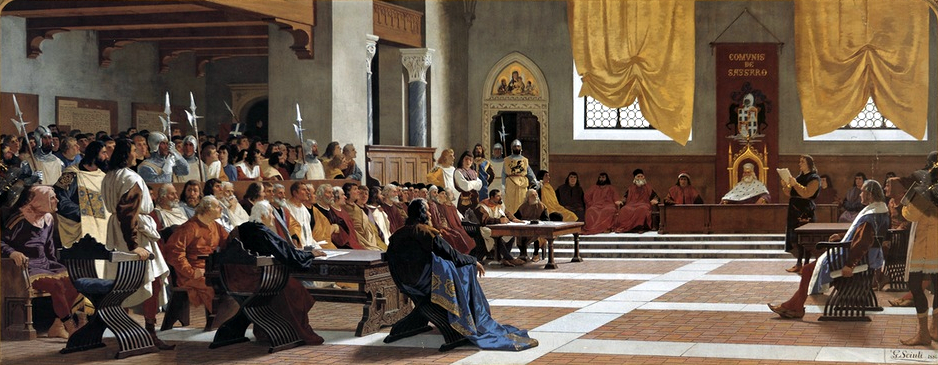
Vyhlášení Svobodné obce Sassari, Giuseppe Sciuti, 1880